# Marina Vujović
Marina Vujović (ur. 23 stycznia 1984 w Lublanie) – serbska siatkarka, grająca na pozycji libero. 

## Sukcesy klubowe
Puchar Serbii i Czarnogóry:
- 2002

Mistrzostwo Serbii i Czarnogóry:
- 2002, 2003, 2004
- 2005
- 2006

Superpuchar Szwajcarii:
- 2006

Puchar Szwajcarii:
- 2007, 2008

Mistrzostwo Szwajcarii:
- 2007, 2008

Mistrzostwo Grecji:
- 2009

Mistrzostwo Rumunii:
- 2011, 2012, 2014, 2016, 2017, 2019
- 2010, 2018, 2020
- 2013, 2015

Puchar Rumunii:
- 2011, 2014[2], 2017, 2019

Liga Mistrzyń:
- 2018

Puchar CEV:
- 2019

Puchar Serbii:
- 2021

Mistrzostwo Serbii:
- 2022[3]